# Fonfona
Fonfona ou Fonfana é uma comuna rural de Tao da circunscrição de Cutiala, na região de Sicasso ao sul do Mali.

## História
Em 1889, após destruir Murasso e Gorosso, o fama Tiebá Traoré (r. 1866–1893) do Reino de Quenedugu dirigiu-se a Fonfona, uma aldeia aliada, de onde marchou para Songuela. Depois, ficou estacionado cerca de três meses em Fonfona esperando o retorno do irmão Babemba e do capitão francês Fernand Quiquandon. Ao chegarem, as tropas de Tiebá e o destacamento de Quiquandon voltaram para Sicasso. Em 1898, após sufocar a revolta em Tieré, Queletigui e Cafeleamadu marcharam em direção a Gorosso a partir de onde seguiram viagem em direção a Sanssoni, Tionsso, Songuela, Fonfona e Duguolo.